# Chlotharius IV
Koning Chlotharius IV (? - 719) werd in 717 als tegen-koning op de troon van Austrasië geplaatst door hofmeier Karel Martel tijdens de aan de gang zijnde Frankische Burgeroorlog. Na winst in de Slag bij Amel en de Slag bij Vincy vluchtte koning Chilperik II met hofmeier Raganfrid naar Aquitanië. In 718 zou nog de Slag bij Soissons plaatsvinden die enkel de overmacht van Karel Martel nog maar eens aantoonde.
Chlotarius, de marionet-koning, zou al in 719 overlijden waarna Karel Martel alsnog Chilperik II, die Ragenfrid als hofmeier had ontslagen, als koning aanvaardde.
Chlotarius wordt genoemd als een mogelijke zoon van Childebert III maar eveneens als zoon van Theuderik III. Er bestaat zelfs kans dat hij niet eens tot het Merovingische koningshuis behoorde en slechts een manipulatieve stand-in voor hofmeier Karel Martel was.